# Марьевка (Малосердобинский район)
Марьевка — село в Малосердобинском районе Пензенской области России. Административный центр Липовского сельсовета.

## География
Село находится в южной части Пензенской области, в пределах южной части Приволжской возвышенности, в лесостепной зоне, вблизи истока реки Камзолки, при автодороге 58К-181, на расстоянии примерно 11 километров (по прямой) к северу от села Малая Сердоба, административного центра района. Абсолютная высота — 232 метра над уровнем моря.

### Климат
Климат характеризуется как умеренно континентальный, с относительно жарким летом и холодной продолжительной зимой. Средняя температура воздуха самого холодного месяца (января) составляет −13 °C; самого тёплого месяца (июля) — 20 °C. Продолжительность безморозного периода равна 140—150 дней. Годовое количество атмосферных осадков — 497 мм, из которых большая часть выпадает в тёплый период. Снежный покров держится в течение 130—140 дней.

### Часовой пояс
Село Марьевка, как и вся Пензенская область, находится в часовой зоне МСК (московское время). Смещение применяемого времени относительно UTC составляет +3:00.

## Население
| 1859 | 1877 | 1884 | 1897 | 1911 | 1914 | 1921  |
| ---- | ---- | ---- | ---- | ---- | ---- | ----- |
| 536  | ↗677 | ↗700 | ↘551 | ↗768 | ↗787 | ↗1000 |
| 1925 | 1928 | 1935 | 1939 | 1959 | 1970 | 1973  |
| ↘940 | ↗989 | ↘599 | ↘541 | ↘429 | ↘397 | ↘366  |
| 1979 | 1989 | 1996 | 2002 | 2010 | 2021 |       |
| ↗367 | ↘326 | ↗373 | ↗375 | ↘315 | ↘240 |       |

### Национальный состав
Согласно результатам переписи 2002 года, в национальной структуре населения русские составляли 94 % из 375 чел.